# Динамічне вимірювання
Динамічне вимірювання — вимірювання величини, яка змінюється за час вимірювання.
Динамічні вимірювання — вимірювання, які показують зміну вимірюваної величини в часі при різних збуреннях, що впливають на об'єкт дослідження або ж на спосіб вимірювання. Динамічні вимірювання дають можливість вивчати динамічні властивості об'єкта і засобів вимірювальної техніки, особливо давачів (первинних вимірювальних перетворювачів).

## Процес динамічного вимірювання
Час початку реагування тп — час від початку зміни вимірюваної величини на вході приладу до початку зміни показів приладу (значення вихідного сигналу).
Час перехідного процесу Tпп — час, протягом якого показання приладу після початку зміни вхідної вимірюваної величини досягнуть значення з 5-процентним відхиленням (Хд=0,95).
Повний час встановлення значення вимірюваної величини Тпп — час, протягом якого значення вимірюваної величини досягає свого сталого значення від початку зміни вхідної величини на вході приладу.
Постійна часу Т — час, протягом якого вихідна вимірювана величина досягає 0,632 свого сталого значення на виході приладу, тобто це час перехідного процесу, який описується рівнянням експоненти.
У загальному випадку для опису лінійних вимірювальних засобів використовуються лінійні диференціальні рівняння. Якщо ж вимірювальний засіб має нелінійні елементи, то їх характеристики можна лінеаризувати, тобто звести до лінійних диференціальних рівнянь з припустимою і достатньою точністю. Це дає змогу використати лінійні диференціальні рівняння виду
```
                 an(dny/dτn) + an-1(dn-1y/dτn-1) + . . + a1(dy/dτ) + a0y = bm(dmx/dτm) +
```

```
                             + bm-1(dm-1x/dτm-1) + . + b1(dx/dτ) + b0x. (4)
```

Поряд з диференціальними рівняннями для опису динаміки перехідних процесів вимірювальних систем доцільно використовувати передаточні функції. Динамічні характеристики засобів вимірювання, які характеризують їх реакцію на гармонійні коливання у широкому діапазоні частот, називають частотними характеристиками, які містять в собі амплітудно-частотні та фазочастотні характеристики. Частотні характеристики можна одержати як експериментально, так і розрахунковим шляхом.